# Brahim El Alami
 (mars 2019).
Pour les articles homonymes, voir Alami.
Brahim El Alami est un chanteur auteur-compositeur marocain originaire de Casablanca.

## Biographie
Il a passé son enfance à Derb sultane.